# Let's Go Karaoke !
Let's Go Karaoke ! (カラオケ行こ!, Karaoke iko!) est un manga de Yama Wayama originellement publié sous la forme d'un dōjinshi (manga auto-édité) en 2019 avant d'être publié en un volume par Kadokawa Future Publishing en 2020.
Une suite sous la forme d'un one-shot en un chapitre, Let's Go to the Family Restaurant (ファミレス行こ。, Famiresu iko), est publié dans le numéro de novembre 2020 du magazine Monthly Comic Beam.
Une adaptation de Let's Go Karaoke ! sous la forme d'un film live est prévu pour 2024.

## Synopsis
Satomi Oka, chef de chorale en troisième année au collège, prépare son dernier spectacle avant d'obtenir son diplôme. Après l'avoir vu jouer, le lieutenant yakuza Kyōji Narita demande à Satomi de l'entraîner au chant avant un concours de karaoké annuel organisé par son patron.

## Médias

### Manga
La créatrice de la série, Yama Wayama, contacte initialement le magazine Morning pour écrire une série manga sur les yakuzas, projet décliné par les éditeurs du magazine. En tant qu'autrice de dōjinshi (manga auto-édité), Wayama choisit de publier l'histoire dans ce format. Elle conçoit initialement le scénario comme une histoire dans laquelle un yakuza devient professeur d'école, mais a décidé de faire plutôt une histoire sur une « bromance » entre deux personnages avec une différence d'âge significative, pour finalement s'arrêter sur le concept final de l'histoire. 
Le « doujinshi » est initialement vendu lors de la 129ème édition de la convention COMITIA (ja) le 25 août 2019,. Tous les exemplaires sont vendus lors de la convention et le titre est réimprimé et vendu par correspondance à plusieurs reprises mais devient difficile à trouver,. Kadokawa Future Publishing licencie la série pour la publier au format tankōbon en un volume sorti le 12 septembre 2020  (ISBN 9784047361515),, contenant un chapitre nouvellement illustré décrivant le passé de Kyōji, ainsi que des ajouts et des corrections générales apportées aux dessins et aux dialogues,. Une traduction en anglais de l'édition Kadokawa est publiée par Yen Press le 24 mai 2022.
Une suite one-shot, Let's Go to the Family Restaurant, est prépubliée dans le numéro de décembre 2020 du magazine de Kadokawa Monthly Comic Beam, sorti le 12 novembre 2020. Le one-shot représente Satomi comme un étudiant de première année à l'université. Le chapitre bonus de l'édition Kadokawa est publié à nouveau dans le numéro de mai 2021 du Monthly Comic Beam, sorti le 12 avril 2021.

### Lecture
Une lecture en direct de Let's Go Karaoke ! est jouée au Tokorozawa Sakura Town à Tokorozawa le 19 décembre 2021. La performance met en scène Taichi Ichikawa (en) dans le rôle de Satomi, Takuya Eguchi dans le rôle de Kyōji et Kenta Miyake dans le rôle du patron de Kyōji. Un café éphémère sur le thème du manga est mis en place au EJ Anime Theatre de Shinjuku du 4 au 26 décembre 2021 pour promouvoir la lecture en direct.

### Film live

Logo original du film.

Une adaptation cinématographique en live-action, réalisée par Nobuhiro Yamashita (en) et écrite par Akiko Nogi (ja), est prévue pour janvier 2024. Sa sortie était prévue pour 2023 mais a été repoussée. Le film met en scène Jun Saitō dans le rôle de Satomi et Gō Ayano dans le rôle de Kyōji.

## Réception
500 000 exemplaires de Let's Go Karaoke ! sont en circulation en octobre 2022.
La série est nommée pour le 14ème grand prix du manga en 2021, se classant troisième. Elle atteint la quatrième place de l'édition 2021 de Kono Manga wo Yome! (ja) et la cinquième place du classement Kono Manga ga sugoi! du meilleur manga pour les lectrices.